# Nir Saut Sajd (Čikago)
Nir Saut Sajd (engl. Near South Side) je jedna od sedamdeset sedam gradskih oblasti u Čikagu. Nalazi neposredno južno od centra grada.

## Istorija
Prvi naseljenici posle indijanaca su bili Nemci, Irci, i ljudi Skandinavci. Oni su radili na Ilinois i Mičigin kanalu, koji je u tim ranim godinama bio neophodan za transportaciju. U 1850-tim su prošle pruge. Svojevremeno je ovo bio bogat kraj. Čikaški požar iz 1871-je je prouzrokavao da se mnogo ljudi naseli u ovom kraju, tako da su veće kuće postale pansioni.
Prva metro linija u gradu je izgrađena kroz ovu oblast u ranim 1890-tim godinama. Hoteli i apartmani su se pojavili. U ovom periodu se bogati deo populacije preselio južno ili ka severu. Robne kuće, magacini, skladišta, i štamparske firme su bile raseljene iz centra grada u ovu oblast. Smatralo se da je ovaj deo grada jedan od slabijih. 
Posle Prvog svetskog rata su crnci počeli da se naseljavaju u većim brojevima u ovaj komšiluk, čime se pridružio Čikaškom crnom pojasu. Stare kuće su se pretvorile u kuće getoa. Najgora mesta su bila očišćena kroz gradsku obnovu posle Drugog svetskog rata, dok su druga mesta se pretvorila u gradske smeštaje za siromašne ljude. 
Od kasnih osamdestih godina do dan danas se ovaj deo grada mnogo obnavlja. Naviše obnove je kod severnog dela oblasti. Mnogo bivši napuštenih industrijski zgrada je pretvoreno u stanove i apartmane. Mnogo novih stambenih zgrada je izgrađeno.

## Stanovništvo
| Populacija |        |       |          |       |          |  |  |  |  |  |  |  |  |
| Godina     | Ukupno | Belci | Procenat | Crnci | Procenat |  |  |  |  |  |  |  |  |
| 1930       | 10,416 | 7,745 | 74.4%    | 2,474 | 23.8%    |  |  |  |  |  |  |  |  |
| 1960       | 10,350 | 54    | 0.5%     | 7,942 | 76.7%    |  |  |  |  |  |  |  |  |
| 1990       | 6,828  | 374   | 5.5%     | 6,424 | 94.1%    |  |  |  |  |  |  |  |  |
| 2000       | 9,509  | 2,502 | 26.3%    | 6,103 | 64.2%    |  |  |  |  |  |  |  |  |
|            |        |       |          |       |          |  |  |  |  |  |  |  |  |

## Literatura
1. ↑  McClendon, Dennis (2005). „Near South Side”. The Electronic Encyclopedia of Chicago. Chicago Historical Society. Приступљено 10. 4. 2008.
2. ↑  deVise, Pierre (2005). „Eminent Domain”. The Electronic Encyclopedia of Chicago. Chicago Historical Society. Приступљено 10. 4. 2008.